# Зарічанський водоспад
Заріча́нський водоспа́д — невідомий широкому загалу природний об'єкт в покутському передгір’ї Українських Карпатах в межах села Заріччя Надвірнянського району Івано-Франківської області. Розташований на відстані приблизно 3 км від центральної дороги села (автошлях О 090802: Яблунів — Делятин). Входить до складу пам'ятки природи місцевого значення — Добротівські відслонення.
Загальна висота перепаду води — бл. 2 м. Утворився в місці, де невеликий струмок Ясиновець, права притока Пруту (басейн Дунаю), перетинає скельний масив стійких до ерозії пісковиків. Водоспад розташований майже в самому гирлі струмка — за декілька десятків метрів від його впадіння у Прут. Легкодоступний (до водоспаду веде польова дорога), проте маловідомий туристичний об'єкт. Особливо мальовничий після рясних дощів або під час танення снігу.
Вище по течії, на відстані близько 100 м, розташований водоспад Зарічанський Верхній (2.5 м).

## Світлини та відео

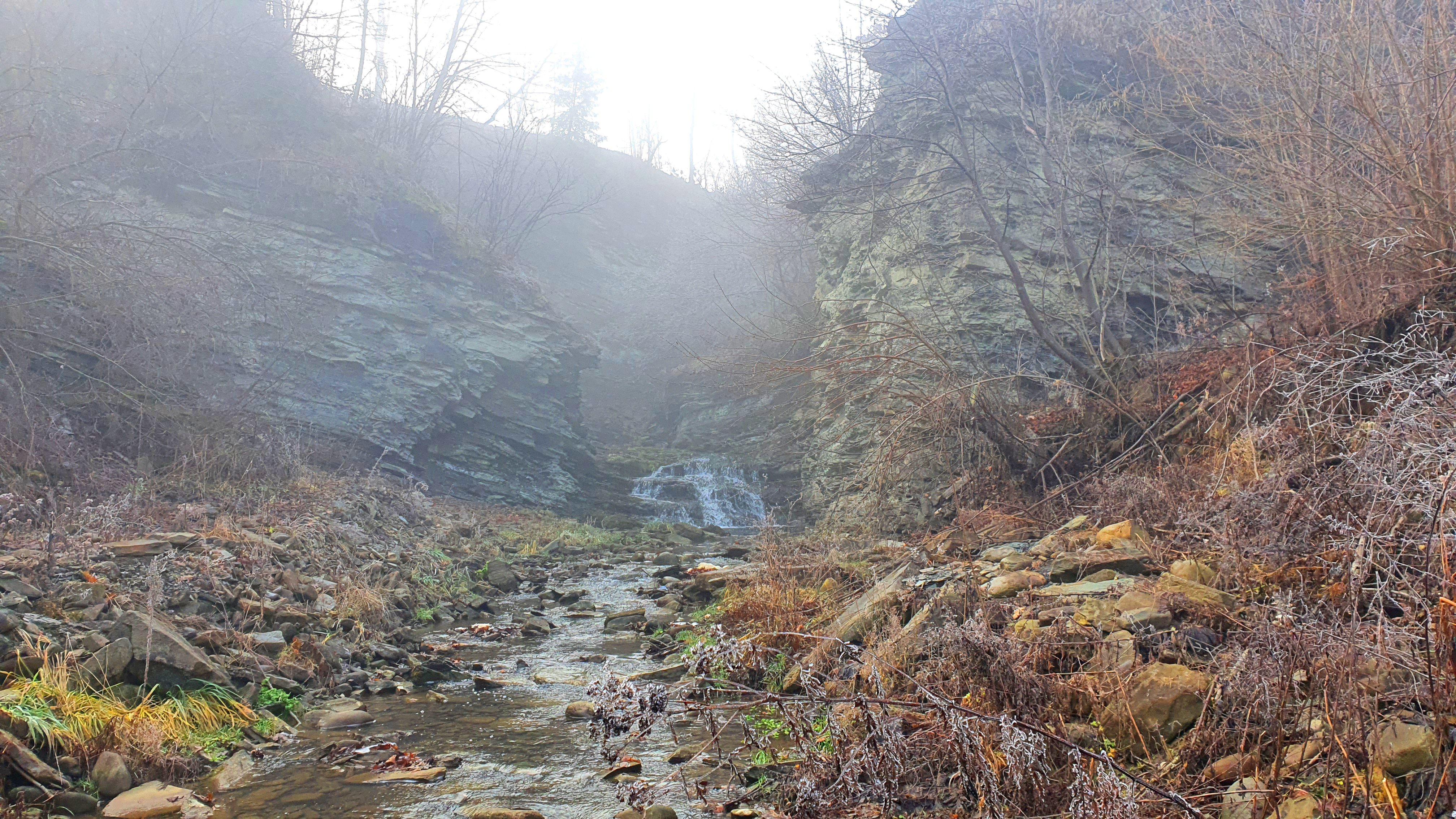
Водоспад здалеку
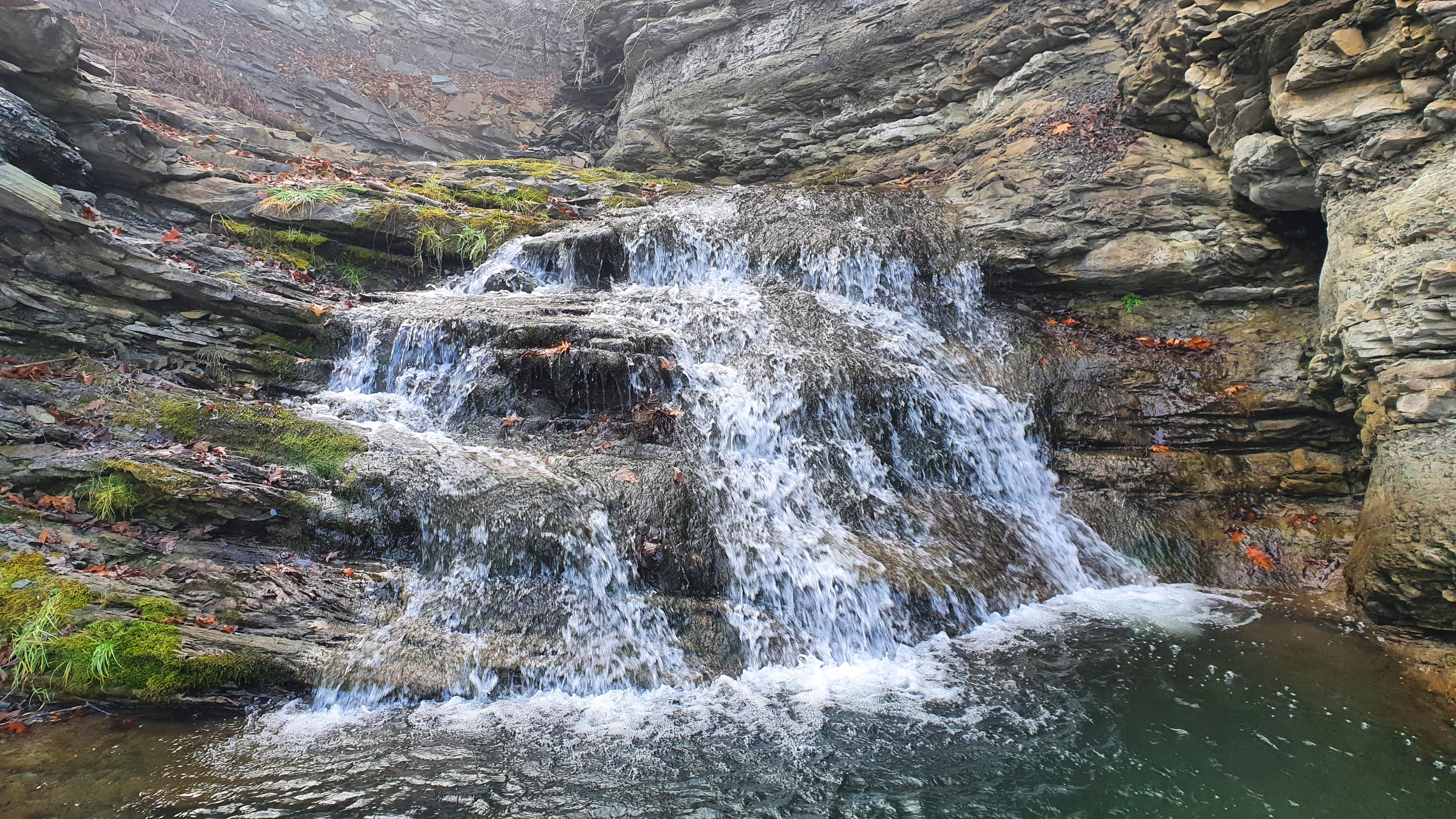
Водоспад зблизька
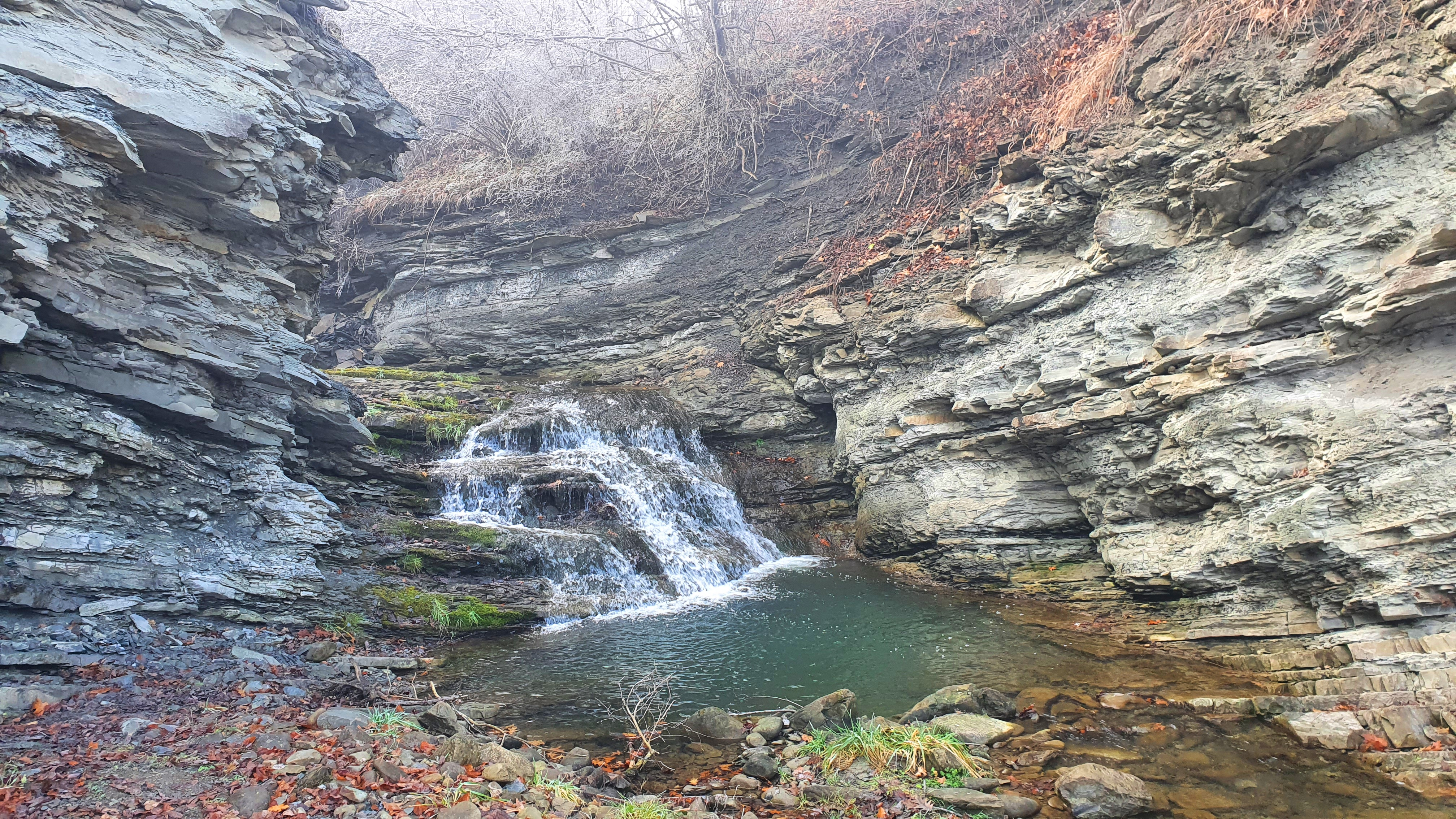
Водоспад збоку
- Відео водоспаду